# 주주자본주의
주주자본주의(株主資本主義, 영어: shareholder capitalism)는 자본주의의 발전형태의 한가지로서 자본활동의 모든 것이 주주의 이익을 옹호하는 방향으로 이루어지는 형태의 모든 움직임을 통칭한다고 할 수 있다. 원래 주식, 주식시장은 산업활동의 활성화를 위해 만들어졌지만, 현재는 주식시장의 이익을 위해 산업활동이 부차적인 지위를 차지하고 있는 현재의 상황을 표현한 것이라고 이야기 할 수도 있을 것이다.

## 같이 보기
- 이해관계자 이론(en:Stakeholder theory, 이해관계자 자본주의)